# Макморди, Эрик
Алекса́ндр С. Макмо́рди, более известный как Э́рик Макмо́рди (англ. Eric McMordie; 12 августа 1946, Белфаст) — североирландский футболист, выступавший на позициях атакующего полузащитника и нападающего-инсайда. Наиболее известен по выступлениям за английский клуб «Мидлсбро» и национальную сборную Северной Ирландии.

## Ранние годы
Макморди начал играть в футбол в молодёжных любительских командах Белфаста. Там его заметили скауты английского клуба «Манчестер Юнайтед» и пригласили на двухнедельный просмотр на «Олд Траффорд» в июле 1961 года. Эрик поехал в Манчестер вместе Джорджем Бестом (им обоим было на тот момент 15 лет). Однако оба юных игрока вскоре заскучали по дому и вернулись в Белфаст. Мэтт Басби вскоре убедил Беста вернуться, а Макморди остался дома. После окончания школы он работал штукатуром и играл за клуб «Дандела» из восточного Белфаста.

## Клубная карьера
Когда Эрику исполнилось 18 лет, он всё же вернулся в Англию. Контракт с ним в сентябре 1964 года подписал клуб Второго дивизиона «Мидлсбро». Год спустя, в сентябре 1965 года, Макморди дебютировал в основном составе «Боро» в матче против «Плимут Аргайл», а две недели спустя забил свой первый гол за клуб в матче против «Ротерем Юнайтед».
Макморди выступал за «Боро» на протяжении девяти сезонов, сыграв в общей сложности 277 матчей и забив 26 голов. 
В сезоне 1974/75 Макморди провёл два месяца (с середины октября по середину декабря) в аренде в клубе Второго дивизиона «Шеффилд Уэнсдей». За это время он провёл 9 матчей и забил 6 голов, причём этот результат позволил ему стать лучшим бомбардиром «Уэнсдей» в сезоне. 
В 1975 году Эрик перешёл в «Йорк Сити». В декабре 1976 года стал игроком «Хартлпул Юнайтед», где и завершил карьеру в 1978 году в возрасте 32 лет.

## Карьера в сборной
22 февраля 1967 года провёл свой единственный матч за молодёжную сборную Северной Ирландии.
10 сентября 1968 года дебютировал за национальную сборную Северной Ирландии в матче против сборной Израиля. Свой последний матч за сборную провёл 18 октября 1972 года против сборной Болгарии. Всего сыграл за сборную 21 матч и забил 3 мяча.